# Тис ягідний (Болехівська міська рада)
Тис я́гідний — ботанічна пам'ятка природи місцевого значення в Україні. Розташована на території Болехівської міської громади Калуського району Івано-Франківської області, на південь від села Козаківка.
Площа — 0,03 га, статус отриманий у 1972 році. Перебуває у віданні ДП «Болехівський держлісгосп» (Козаківське лісництво, квартал 11, виділ 13).